# 昌都地区
昌都地区（藏語：ཆབ་མདོ་ས་ཁུལ།，威利转写：chab mdo sa khul，藏语拼音：Qamdo Sakü），西藏自治区的旧地区，为1970年至2014年间，中华人民共和国的一个地级行政单位。

## 历史
1970年，撤消昌都专区，设置昌都地区，地区驻昌都县。昌都地区辖昌都、贡觉（驻莫洛）、左贡（驻亚中）、察隅（驻吉公）、洛隆（驻孜托）、丁青、波密（驻扎木）、江达、察雅（驻烟多）、芒康（驻嘎托）、八宿（驻白马）、边坝（驻东马司）、类乌齐等13县。
2014年10月20日，经中国国务院批准，昌都地区撤销，设立昌都市。 12月11日，昌都市正式挂牌成立，昌都地区走入历史。